# Il cuoco galante
Il cuoco galante è un manuale di cucina dello scrittore e gastronomo italiano Vincenzo Corrado, pubblicato per la prima volta nel 1773.

## Storia editoriale
Questo trattato di gastronomia fu pubblicato in prima edizione nel 1773; il successo fu istantaneo e inaspettato, mentre la precedente opera gastronomica, La lucerna dei cortigiani, stampata presso Napoli nel 1634 e dedicata a Ferdinando II duca di Toscana, non era riuscita ad attirare l'interesse del pubblico, che la trascurò ignorandola.
Il successo che ottenne la prima edizione del Cuoco galante fu tale che si esaurì rapidamente, tanto che nel 1778  Don Michele Imperiali, nella cui magione Vincenzo Corrado aveva la mansione di "Capo dei Servizi di Bocca", ne ordinò una seconda edizione che ebbe eguale successo. Intanto Vincenzo Corrado migliorò e ampliò il testo di questa opera e ne preparò una terza edizione che venne pubblicata nel 1786.
L'opera fu sottoposta, fino al 1857, a ben 6 ristampe. Prodotta fino al 1801 in 7500 copie, fu diffusa, in traduzione, anche all'estero. 
Dalla dedica si ricava il leitmotiv dello scritto nonché la filosofia in cui credeva l'autore, che è di questo tenore: il “buon gusto nella tavola” inteso come “sano pensare”.
La fama del libro superò i confini del Regno di Napoli e dell'Italia; infatti dall'estero giunsero richieste da tutti quegli stranieri che avevano conosciuto ed apprezzato il Corrado, per cui nel 1794 si pervenne ad una quarta edizione, seguita nel 1806 dalla quinta e infine la sesta pubblicata.

## Contenuti
Assolute novità introdotte dall'autore erano allora la patata, il pomodoro, il caffè e la cioccolata.

## Termini culinari
Nella terza edizione (1786) de Il cuoco galante per permettere una maggiore comprensione, Vincenzo Corrado spiega alcuni termini "cucinarj" usati per la preparazione delle varie pietanze, ne riportiamo un esempio:
- Bianchire: Far per poco bollire in acqua quel che si vuole;
- Passare: Far soffriggere cosa in qualsiasi grasso;
- Barda: Fetta di lardo;
- Inviluppare: Involgere cosa in quel che si dirà;
- Arrossare: Ungere con uova sbattute cosa;
- Stagionare: Far ben soffrigere le carni o altro;
- Piccare: Trapassar esteriormente con fini lardelli carne;
- Farsa: Pastume di carne, uova, grasso ecc.;
- Farcire: Riempire cosa con la sarsa;
- Adobare: Condire con sughi acidi, erbette, ed aromi;
- Bucché: Mazzetto d'erbe aromatiche che si fa bollire nelle vivande;
- Salza: Brodo alterato con aromi, con erbe, o con sughi acidi;
- Colì: Denso brodo estratto dalla sostanza delle carni;
- Purè: Condimento che si estrae dai legumi, o d'altro;
- Sapore: La polpa della frutta condita, e ridotta in un denso liquido;
- Entrées: Vivande di primo servizio;
- Hors-dœuvres: Vivande di tramezzo a quelle di primo servizio;
- Entremets: Vivande di secondo servizio;
- Rilevé: Vivande di muta alle zuppe, potaggi, o d'altro.